# Чончхон
Чончхон — уезд (кун) в провинции Чагандо Северной Кореи. До 1949 года Чончхон был частью Канге. Местность горная; самая высокая точка — гора Сунджоксан, 1984 м над уровнем моря. Горы Чогурён расположены на востоке уезда. В уезде есть спичечная фабрика.